# Chicken (Scheme实现)
Chicken（风格化为CHICKEN），是一个Scheme语言的编译器和解释器，能够将scheme代码编译成标准C代码。它基本上遵守R5RS标准并且提供了很多扩展。新近的R7RS标准是通过扩展库支持的。Chicken是一个采用BSD许可证的自由软件。

## 关注
从Chicken的标志下的口号可以看出它的关注非常明确：“一个實用的可移植Scheme系统”。
Chicken的主要关注是将Scheme应用到业界的软件中。Scheme在计算机科学课程和编程语言实验中非常有名，但在工业界却没有什么应用。 Chicken社区已经编写了大量的库，能胜任各类任务。Chicken的维基（底层也是Chicken编写）有一个用Chicken写的软件的列表。
Chicken的另一个关注是可移植。通过编译成C代码，Chicken写的程序可以编译到常见的平台，如Linux、Mac OS X和其他类Unix系统以及Windows和Haiku。它还内置程序和扩展的交叉编译功能，使它能够在嵌入式系统上使用。

## 设计
和许多Scheme编译器一样，Chicken使用标准C作为中间语言。一个Scheme程序透過Chicken编译器翻译成C，然后一个C编译器将C程序编译成目标机器的机器码，生成一个可执行程序。C的通用性使它非常适合这种用途。
Chicken的设计灵感来自電腦科學家亨利·貝克的1994年论文，这篇论文提出了一个将Scheme翻译为C的新方案，把一个Scheme程序翻译成一些C函数。这些C函数永远不会到达return语句；而是在结束时调用一个新的续体。这些续体是C函数，並作为参数传递给其他的C函数。它们是由编译器计算出来的。
这些正是续体传递风格的核心。Baker的新想法是使用C调用栈来作为Scheme的堆。如此一來，一般的C的栈操作如自动创建变量、变长数组分配等就可以用上了。当栈满时就會觸發一个垃圾回收机制。垃圾回收设计采用了Cheney算法，这种方法将所有的活跃续体和其他活跃的对象都复制到堆。尽管如此，C代码并不复制C栈中的帧，只复制Scheme对象，所以不需要了解C的实现。
总體而言，Scheme的堆有一个C栈作为「温床」，还有两个堆用来做分代垃圾回收。这种方式使得许多操作具备了C栈的速度，并且允许通过续体做简单的C调用。更重要的是，Baker的方案保证了渐进尾部递归，这是Scheme标准所要求的。

## 不足
Chicken Scheme在大部份上遵守了R5RS，但具有一些明显的限制和偏差，比如目前只能保证每个过程最多1000个参数。R7RS兼容性是通过扩展库提供的。
核心系统有对UTF-8字符的基本支持，但是字符串索引和操纵过程不察觉UTF-8。存在增加支持完全的UTF-8察觉的扩展库。

## 扩展
Chicken有一个站点提供了大量的叫做eggs的附加的库和程序。这个eggs系统非常像RubyGems，并不集成到用户操作系统的软件包系统中去。